# Aichryson dumosum
Aichryson dumosum är en fetbladsväxtart som först beskrevs av Richard Thomas. Lowe, och fick sitt nu gällande namn av Praeger. Aichryson dumosum ingår i släktet Aichryson och familjen fetbladsväxter. Inga underarter finns listade i Catalogue of Life.